# Bandiera dell'Albania
La bandiera albanese (flamuri i Shqipërisë in albanese) è la bandiera dello Stato d'Albania, simbolo degli albanesi di tutti i Balcani e della diaspora. Raffigura un'aquila nera a due teste posta al centro dello stendardo rosso. Prende spunto dallo stemma araldico della casata dei Castriota, che issò la bandiera dopo aver unito i principati albanesi contro il nemico turco-ottomano nel XV secolo.
Il rosso rappresenta il coraggio, la forza, il valore e lo spargimento di sangue degli albanesi, mentre l'Aquila rappresenta lo stato sovrano dell'Albania. Fu istituita come bandiera nazionale dell'Albania quando il Paese ottenne l'indipendenza dall'Impero ottomano nel 1912.

## Storia

Lo stemma dei Castriota.

Nel XV secolo, Giorgio Castriota Skanderberg, eroe albanese che guidò una rivolta contro l'Impero ottomano, issò nel 1443 il proprio stemma sulla Fortezza di Croia, in segno di sfida ai turchi. La neonata Albania mantenne la sua indipendenza fino alla morte di Skanderberg, avvenuta nel 1468.  Gli albanesi Faik Konitsa da Bruxelles e Querim Panarity da Boston resero popolare l'eroe Skanderbeg alla fine del XIX secolo, e fecero rivivere la sua bandiera come punto di riferimento nazionale per gli albanesi in patria e all'estero. L'Albania moderna ottenne l'indipendenza dalla Turchia il 28 novembre 1912; da allora, fino ad oggi, tutti i tipi di governo, monarchia, repubblica, stato fantoccio o repubblica popolare comunista, adottarono la bandiera rossa con l'aquila bicefala nera.
L'unica cosa che cambiò negli anni fu il disegno dell'aquila ma anche la tonalità di rosso. Durante il Principato d'Albania (1914 - 1925) sopra all'aquila fu posta una stella bianca. Mentre durante il Regno d'Albania, con re Zog I, al posto della stella fu posta il simbolo della corona di Skantenberg. Durante l'occupazione italiana, la bandiera albanese fu composta anche da due fasci di combattimenti, sormontati dalla Corona di Casa Savoia. Durante il regime social comunista, l'aquila bicefala era sormontata da una stella rossa o dalla falce e martello.
Il colore rosso simboleggia il coraggio, il sacrificio e il sangue versato dai martiri per difendere l’indipendenza e la libertà dell’Albania. Il nero rappresenta invece la dignità, la determinazione e la forza del popolo albanese nel perseguire i propri ideali e la propria identità nazionale. L'aquila bicefala incarna la forza e il coraggio del popolo albanese ed è stata un simbolo di potere fin dai tempi antichi. Nella bandiera albanese rappresenta la determinazione del popolo albanese nel difendere la propria terra e la propria cultura. L'aquila bicefala era il simbolo dell'Impero Bizantino .

## Bandiere storiche

Bandiera della Repubblica dell'Albania Centrale (1913-1914)
Bandiera del Principato di Albania (1914-1920)
Bandiera spiegata al Congresso di Lushnjë
Bandiera della Repubblica albanese (1920-1926)
Bandiera della Repubblica albanese (1926-1928)
Bandiera di Stato della Repubblica Albanese (1920-1928)
Bandiera del Regno albanese (1928-1939)
Versione incoronata della precedente
Bandiera dell'Albania italiana (1939-1943).
Versione incoronata della precedente
Bandiera in uso sotto l'occupazione nazista (1943-1944)
Versione incoronata della precedente
Bandiera del Governo Democratico (1944-1946)
Bandiera della Repubblica Popolare Socialista d'Albania (1946-1992)
Bandiera albanese (1992-2002)